# Девятов, Сергей Викторович
Серге́й Ви́кторович Девя́тов (род. 14 октября 1960, Москва) — советский и российский историк. Доктор исторических наук (1998), профессор (2011); заведующий кафедрой истории России XX—XXI веков (с 2014) исторического факультета МГУ. Заслуженный работник культуры Российской Федерации (2012). Советник директора ФСО России.

## Биография
Родился 14 октября 1960 года в Москве.
В 1982 году окончил исторический факультет Московского государственного университета. В 1982—1986 годах — ассистент, преподаватель кафедры философии и истории МИХМ. С середины 1980-х годов работал лектором и научным сотрудником в Московском Кремле, был хранителем фондов музея «Кабинет и квартира В.И.Ленина в Кремле».
В 1988 году в МГИАИ защитил диссертацию на соискание учёной степени кандидата исторических наук по теме «Историко-партийное творчество М. Н. Лядова».
С 1994 года выступал в СМИ как пресс-секретарь Главного управления охраны России. С 1996 года — Руководитель Центра по связям с прессой и общественности Федеральной службы охраны Российской Федерации, (ФСО России), где на 2014 год являлся советником директора ФСО.
В 1998 году в ГАСБУ защитил диссертацию на соискание учёной степени доктора исторических наук по теме «Возникновение и становление единовластия в Советской России. 1922—1927 годы».
В 2000—2012 годах — профессор общеуниверситетской кафедры истории Московского городского педагогического университета. Профессор по специальности «Отечественная история» (07.00.02.) с 1 декабря 2011 г.
С 2009 года — главный редактор журнала «Кремль-9»; член редакционной коллегии журналов «Родина», «Исторический вестник», «Свободная мысль», «Родная Ладога» «Вестник Московского университета» (Серия 8. История) и других. Член Союза журналистов России. Действительный член РАЕН, член Российского дома учёных РАН.
В январе 2014 года назначен заведующим кафедрой истории России XX—XXI веков исторического факультета МГУ.
Член межведомственной рабочей группы по координации деятельности, направленной на реализацию Концепции государственной политики по увековечению памяти жертв политических репрессий.

## Научная деятельность
Является автором более двухсот научных и научно-популярных статей, более сотни книг (из которых 14 учебно и научно-методических), книг по отечественной истории, истории Московского Кремля, истории государственной охраны России, автор (соавтор) 5 учебников по истории России XX—XXI веков, автор биографических книг о В. И. Ленине, и о И. В. Сталине; научный консультант, а также автор, соавтор более 130 сценариев документальных фильмов о Московском Кремле и новейшей истории России.

## Награды
- Заслуженный работник культуры Российской Федерации (2012)[9].
- Орден Почёта (2020)[10].

## Научные труды

### Монографии
- Девятов С. В. Забытая биография. Первое большевистское издание «Истории РСДРП». Судьба книги и автора. М., 1992, Росвузнаука, ISBN 5-7045-0226-1, 168 с. (см. Лядов, Мартын Николаевич)
- Девятов Сергей. Вожди. Изд. 2. Дополн. и перераб. М.: изд. Иван и товарищество. 1997. 204 с. ISBN 5-7490-0024-90.
- Единовластие в России. Возникновение и становление. (1922—1927 гг.). — М.: Моск. гос. ун-т леса, 2000. — 411 с. ISBN 5-8135-0028-6
- Московский Кремль на рубеже тысячелетий. 2000. ISBN 5-88451-081-0
- Дворцы Кремля. 2001. ISBN 5-85050-361-7
- Собственная его Императорского Величества охрана. 1881—1917. 2006. 464 с. ISBN 5-902750-04-0.
- Московский Кремль из глубины веков, изд. 5-е, доп. и испр. 2006. 304 с.
- Медицина и императорская власть в России. 2008. 328 с. ISBN 978-5-902750-08-6.
- Московский Кремль — цитадель России. Изд. 2, доп. и перераб. 2009. 440 с. ISBN 978-5-902750-10-9
- Охота и политика. Десять веков русской охоты. 2009. 440 с. ISBN 978-5-902750-13-0
- Московский Кремль. 2010. 470 с. ISBN 978-5-9950-0075-4.
- Большой Кремлёвский дворец. 2010. 416 с. ISBN 978-5-903162-15-4
  - 2-е изд. 2010. 416 с. ISBN 978-5-903162-17-8, 978-5-902750-14-7.
- Девятов С. В., Шефов А. Н., Юрьев Ю. В. Ближняя дача Сталина: Опыт исторического путеводителя. — М.: Kremlin Multimedia, 2011. — 536 с. — ISBN 978-5-9697-0775-7.
- История органов государственной охраны и специальной связи России. 2011. 482 с. ISBN 978-5-9950-0168-3.
- Гараж Особого назначения. 2011. 400 с. ISBN 978-5-902750-17-8.
- Охота и политика. Завидово. 2012. 448 с. ISBN 978-5-9902316-3-4.
- Красная площадь. 2013. 336 с. ISBN 978-5-9950-0332-8.
- Москва в период нашествия Наполеона. 2013. ISBN 978-5-903162-33-8.
- Двор российских императоров. Энциклопедия жизни и быта. Т. 1. 2014. 696 с. ISBN 978-5-9950-0386-1.
- Двор российских императоров. Энциклопедия жизни и быта. Т 2. 2014. 480 с. ISBN 978-5-9950-0387-8.
- Кремль. Особая кухня. 2014. 168 с. ISBN 978-904570-34-7.
- Московский Кремль на рубеже тысячелетий, 2015. 504 с. ISBN 978-5-88451-340-2.
- Московский Кремль. Памятники и святыни. 2016. 520 с. ISBN 978-5-99500-525-4.
- Собственный его Императорского Величества гараж. 2017. 404 с. ISBN 978-5-9909637-0-2.
- Руководители государственной охраны России. 2018. 232 c. ISBN 978-5-905719-17-2.
- Автомобили первых лиц. 2018. 320 с. ISBN 978-5-9909637-1-9.
- Сталин. Взгляд со стороны. 2019. 456 c. ISBN 978-5-91244-245-2.
- Российский императорский дом. Высочайшая медицина. 2019. 328 c. ISBN 978-5-902750-29-0.
- Владимир Ленин. Человек-эпоха. 2020. 320 с. ISBN 978-5-04-109274-0.
- Государственная охрана и специальная связь в годы Великой Отечественной войны. 2020. 364 с. ISBN 978-5-6043994-1-5.
- История России. 1914 г. — начало XXI в.: учебник… Базовый и углубленный уровни: в 2 ч. Ч.1. 1914—1945. 2020. 312 с. ISBN 978-5-533-01357-4.
- История России. 1914 г. — начало XXI в.: учебник… Базовый и углубленный уровни: в 2 ч. Ч.2. 1945- начало XXI в. 2020. 240 с. ISBN 978-5-533-01357-4.
- History issues of Russian 20th century. Издательство ИС РАН (Москва), 288 с. ISBN 978-5-91022-488-3.
- История Гаража особого назначения. Девятов С. В., Жиляев В. И., Кайкова О. К., Шефов Н. А., и др. Издательство Горькийклассик Ялта, 2021. 464 с. ISBN 978-5-9909637-8-8.
- Служба безопасности Президента Российской Федерации в истории государственной охраны. Становление и современность. Девятов С. В., Жиляев В. И., Шефов Н. А. Издательство ООО «ПРИНТЛЕТО». Москва, 2021. 512 с. ISBN 978-5-6046191-4-8.
- Московский Кремль в годы Великой Отечественной войны. Девятов С. В., Жиляев В. И., Кайкова О. К. Издательство Кучково поле. Москва, 2021. 304 с. ISBN 978-5-9950-1007-4.
- Государственная охрана. История и современность. Девятов С. В., Жиляев В. И., Шефов Н. А. Москва, 2022. 408 с. ISBN 978-5-9027503-1-4
- Девятов С. В., Сигачев Ю. В., Шефов А. Н. Повседневная жизнь Сталина. Ближняя дача: опыт исторического путеводителя. — М.: Журнал «Историк», 2022. — 560 с. — 1500 экз. — ISBN 978-5-6047850-8-9.

### Статьи
- Девятов С. В., Борисёнок Ю. А., Жиляев В., Кайкова О. Сталин от руководства не отказывался // Родина. — 2021. — № 6.